# Dysphania (polilla)
Dysphania es un género de polillas coloridas en la familia Geometridae y típico de la tribu Dysphaniini; a veces se les llama 'polillas tigre falsas' y se encuentran en el noreste de Australia, Melanesia y sur, este y Sudeste de Asia.

## Descripción
La mayoría de las disfanias vuelan durante el día, pero también hay especies nocturnas. Con una envergadura típica de 50-85 milímetros (2-3,3 plg), son relativamente grandes en comparación con muchos otros miembros de esta familia.

## Especies
Las especies incluyen (lista incompleta):
- Dysphania ares (Weymer, 1885)
- Dysphania bivexillata Prout, 1912
- Dysphania cuprina Felder 1874
- Dysphania cyane (Cramer, [1780])
- Dysphania discalis (Walker, 1854)
- Dysphania electra Weymer, 1885
- Dysphania fenestrata Swainson 1833
- Dysphania flavidiscalis Warren, 1895
- Dysphania glaucescens (Walker, 1861)
- Dysphania malayanus (Guérin-Méneville, 1843) - Tailandia, oeste de Malasia a Palawan
- Dysphania militaris (Linnaeus, 1758) - India, sur de China, Indochina, Malesia
- Dysphania numana (Cramer, [1779]) - especie tipo es Phalaena numana - norte de Australia, isla Kiriwina Dysphania numana

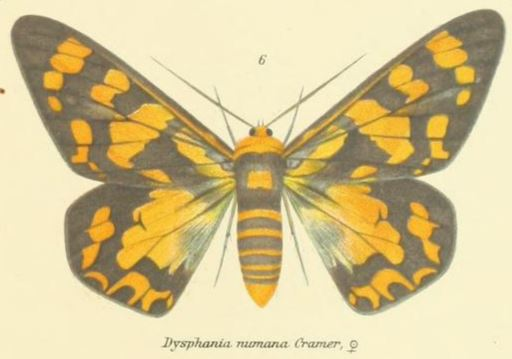
Dysphania numana

- Dysphania palmyra Stoll, 1790 - Sri Lanka
- Dysphania percota (Swinhoe, 1891) - India occidental
- Dysphania poeyii (Guérin-Méneville, 1831)
- Dysphania prunicolor Moore, 1879 - India y Sri Lanka
- Dysphania sagana (Druce, 1882) - Indochina, Sumatra
- Dysphania snelleni (Pagenstecher, 1886)
- Dysphania subrepleta (Walker, 1854) - Indochina, oeste de Malasia, incluido Borneo
- Dysphania transducta (Walker, 1861)